# Groupe Royer
Pour les articles homonymes, voir Royer.
 (juillet 2017).
Le Groupe Royer est une société anonyme spécialisée dans le négoce de la chaussure et créée par Louis Royer en 1945. Elle est leader en France et un des principaux acteurs sur le marché européen. Le capital du groupe appartient à plus de 90 % à la famille Royer. Depuis plus de 30 ans l'entreprise est dirigée par Jacques Royer. 
La stratégie du groupe repose sur la gestion de produits sous licence. Il distribue une trentaine de marques sous licence comme New Balance ou Umbro, ainsi que ses marques propres comme Aster, Mod8, Kickers ou Stephane Kélian et Charles Jourdan.
Le groupe estime en 2017 son chiffre d'affaires à 310 millions d'euros, réalisé dans 70 pays avec 800 collaborateurs.

## Historique

### Débuts
Dès 1975, les deux fils du fondateur, Jacques et Alain Royer, intègrent l'entreprise familiale. 
En 1989 l'entreprise s'implante sur le continent asiatique en y installant son premier bureau. Deux ans plus tard, British Knights devient la première marque américaine à être distribuée par le groupe. 
Depuis, le groupe a investi dans le commerce en ligne sous l'enseigne Kickers & Co (2015) et propose désormais son propre concept store.

### Succession des marques et licences
En tant que leader en France et un des plus importants acteurs en Europe dans le négoce de chaussures, le Groupe Royer continue son expansion avec l'acquisition de licences ayant une renommée internationale pour les marchés européens et mondiaux.
2001 : contrat avec la marque Converse.
2007 : rachat de Kickers et de la marque Stephane Kélian.
2008 : rachat de la marque Charles Jourdan.
2009 : rachat des marques Mod8, Aster et Von Dutch.
2010 : contrat avec la marque New Balance en France, Allemagne et Benelux.
2011 : reprise des marques Luxat et Pare Gabia.
2015 : arrivée des marques Umbro et Hush Puppies dans le groupe.
2016 : signature des contrats de licences Caterpillar, Sperry et Keds.
L'exploitation de licences de marques de fabrication ou de distribution constitue l'un des axes de la stratégie du Groupe Royer. 

## Activité
Spécialisé dans l'importation d'articles chaussants destinés à la grande distribution, le Groupe Royer a par la suite diversifié son activité dans les domaines de la chaussure de sport et de la chaussure de ville. 
Les produits sont fabriqués en majorité en Asie. En 2012, le Groupe Royer élargit son champ d'action en ouvrant des boutiques sous le nom de « Kids & Kickers ». 
En 2016, le groupe a vendu 25 millions de paires de chaussures, toutes marques confondues.

### Implantation
Le Groupe Royer est implanté en France : Fougères (siège social), Arques, Maleville, Sèvres ou encore Cholet.
Mais il est également présent à l'étranger.
En Europe : Allemagne, Belgique, Espagne, Italie, Luxembourg et Pays-Bas.
En Asie : Hong Kong, Dongguan, Hangzhou, Quanzhou, Hô-Chi-Minh-Ville, New Delhi et Chennai.

## Le concept store
Le site de vente en ligne kickers-and-co.com, destiné à la distribution de chaussures de marques pour enfants, a ouvert sa première boutique le 14 octobre 2016 dans le centre commercial Créteil Soleil. Toutes les marques référentes du Groupe Royer telles que Kickers, Aster, Mod8, Robeez, New Balance Kids ou Converse Kids sont disponibles, avec des collections allant des 1ers pas à la fin de l'école primaire.
Cette boutique présente les collections par occasion de porter et par tendance[source insuffisante].

## Le Groupe
| Société                | Siren       | Siège social          | Chiffre d'affaires | Résultat      | Année | Effectif |
| ---------------------- | ----------- | --------------------- | ------------------ | ------------- | ----- | -------- |
| Groupe Royer (holding) | 309 742 492 | Javené                | 17 856 200         | - 6 864 400   | 2018  | 125      |
| Royer Licences         | 313 966 301 | Javené                | 6 645 400 €        | - 731 400 €   |       | 45       |
| JB Martin              | 399 324 300 | Fougères              | 17 393 900 €       | - 2 409 000   |       | 184      |
| Royer Retail           | 439 723 859 | La Selle en Luitre    | 7 784 400 €        | + 3 089 500   |       | 59       |
| Labat Group            | 419 173 984 | Saint Germain en Laye | radié 27/01/10     |               |       |          |
| Cuir Distribution      | 333 333 293 | Javené                | radié 04/03/10     |               |       |          |
| Etic                   | 382 423 069 | Javené                | radié 25/08/10     |               |       |          |
| Sogamax Diffusion      | 413 775 024 | Javené                | radié 17/12/10     |               |       |          |
| Footwear               | 445 262 587 | Javené                | radié 23/01/17     |               |       |          |
| H31                    | 830 551 182 | Javené                | 882 600 €          | - 961 900 €   |       | 8        |
| Queines                | 493 577 233 | Javené                | nc                 |               |       |          |
| Pare Gabia             | 323 127 035 | Javene                | 838 100 €          | - 179 500 €   |       | 6        |
| Royer SAS              | 326 535 143 | Javené                | 26 611 600 €       | - 3 541 300 € |       | 81       |
| Royer Socer Team       | 808 036 065 | Javené                | 14 908 900 €       | - 1 440 000 € |       | 22       |
| Rstock                 | 851 156 125 | Javené                | nc                 |               |       | 0        |